# Frank Briegmann

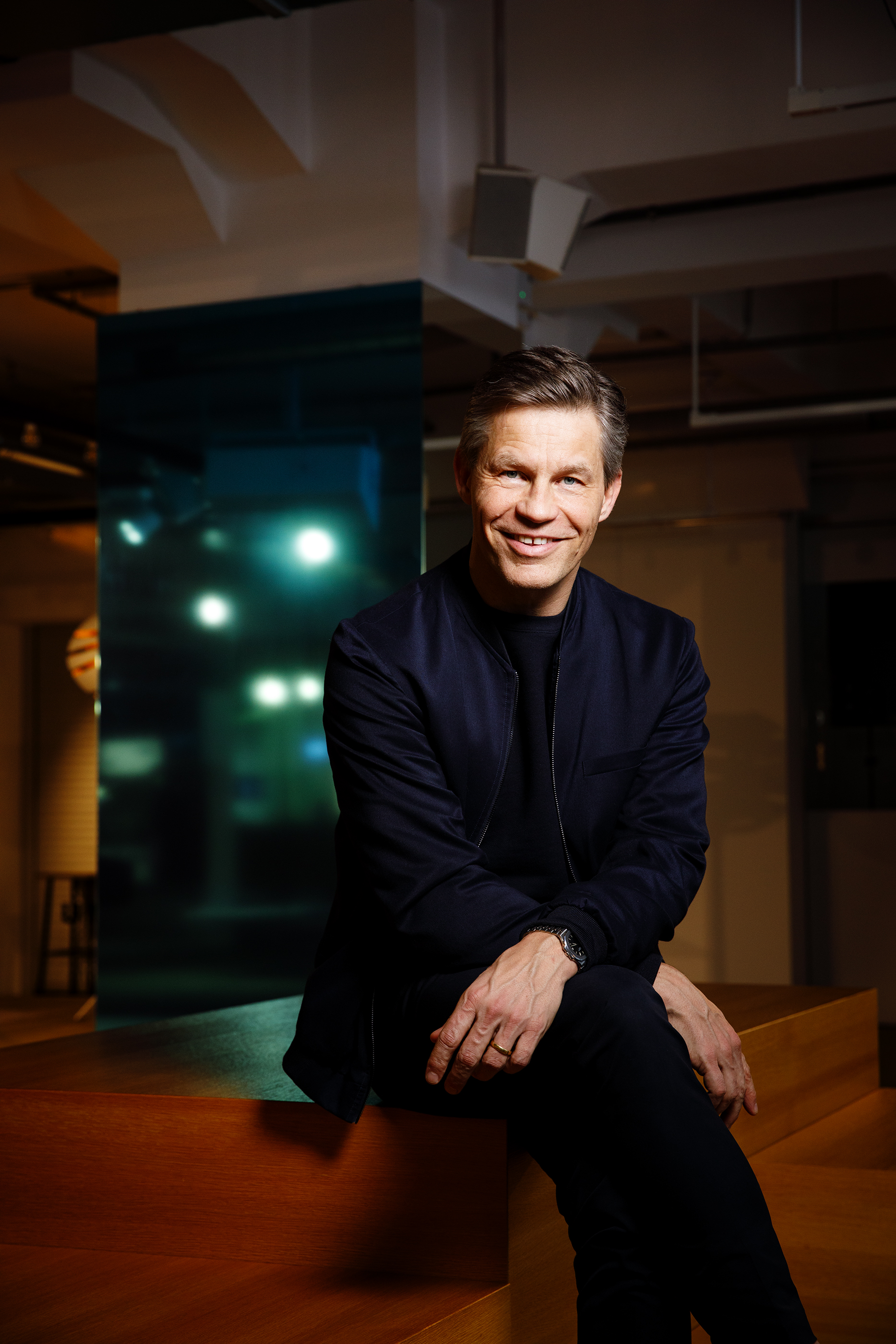
Frank Briegmann (2021)

Frank Briegmann (* 31. August 1967 in Rietberg) ist ein deutscher Musikmanager. Er ist Chairman und CEO Zentraleuropa der Universal Music Group (UMG) und der Deutschen Grammophon. Damit leitet er die Geschäfte des Major-Labels in Deutschland, Österreich, der Schweiz, Italien, Griechenland den Nordischen Ländern, den Benelux-Staaten und Osteuropa sowie die der Deutschen Grammophon. Er ist Mitglied des globalen UMG Executive Management Board und des dreiköpfigen Führungsgremiums für Europa.

## Leben
Nach Abschluss seines Studiums der Betriebswirtschaftslehre an der Westfälischen Wilhelms-Universität Münster begann Frank Briegmann seine Karriere 1995 als Referent Strategie bei der Bertelsmann Music Group (BMG) in München, wo er nach mehreren Stationen 2002 zum Senior Vice President International aufstieg. In dieser Position war er in Deutschland für die Vermarktung aller internationalen Künstler ausländischer BMG Labels zuständig.
2004 wechselte Frank Briegmann an die Spitze von Universal Music Deutschland und wurde damit zum bislang jüngsten Chef eines Major-Labels in Deutschland. 2010 übernahm er zusätzlich die Leitung der Universal Music Ländergesellschaften in Österreich und der Schweiz sowie des weltweit tätigen Klassiklabels Deutsche Grammophon. 2013 wurde er zum Präsidenten Zentraleuropa ernannt, wodurch sich sein Verantwortungsbereich um die Territorien Nord- und Osteuropa erweiterte. Gleichzeitig wurde er ins UMGI International Management Board, 2015 ins UMG Executive Management Board aufgenommen, den weltweiten Führungszirkel des Musikunternehmens. 2016 wurden seinem Bereich auch die Universal Music Unternehmungen in Italien und den Benelux-Staaten zugeordnet.
Frank Briegmann führte Universal Music auch durch die Absatzkrise der Musikwirtschaft, die um die Jahrtausendwende durch die digitale Transformation ausgelöst und erst 2013 von einer Phase neuen Wachstums beendet wurde. Dabei erwies er sich als Kritiker einer restriktiven Distributionspolitik und setzte stattdessen auf digitale Businessmodelle und auf die Stärke des eigenen Angebots. Frank Briegmann sagt: „Wenn der Konsument sich einmal entschieden hat, nutzt es nichts, sich dagegen zu sperren. Man kann es auch auf ein Wort reduzieren: Kundenorientierung.“ Später ergänzt er: „Im Ökosystem Musikindustrie können die Akteure nur gemeinsam Erfolg haben – Künstler, Labels und digitale Plattformen. Sie sind keine Wettbewerber, sondern Partner.“
Im März 2024 lud Bundesjustizminister Marco Buschmann zum „Generative AI Summit“. Frank Briegmann vertrat dort das Musikbusiness und schilderte die ‚Responsible AI-Initiative‘, die im künstlerzentrierten Ethos von Universal Music verankert ist. Dabei gelte es, ‚Leitplanken‘ zu schaffen wie die Verpflichtung zur transparenten Offenlegung von Trainings-Input und eine Kennzeichnung von KI-generierten Inhalten. Zugleich gelte aber auch, das marktgerechte Lösungen und Partnerschaften der beste Weg zur verantwortungsvollen Nutzung und Vergütung von KI-Anwendungen seien. „Die Werke und Rechte von Künstlerinnen und Künstlern müssen geschützt und sie müssen vergütet werden, wenn ihre Werke von der KI verwendet werden. Dafür braucht es Lizenzmodelle und die grundsätzliche Bereitschaft von KI-Firmen, überhaupt lizenzieren zu wollen.“
Frank Briegmann ist Vorstandsmitglied des Bundesverbandes Musikindustrie und im Aufsichtsrat des media.net berlinbrandenburg. Er hat einen Sitz im Beirat Ost der Deutschen Bank, im Kuratorium der C/O Berlin Foundation und der Stiftung Deutsche Sporthilfe sowie im Beirat von Betterplace.org. Briegmann ist darüber hinaus Advisor für „Leaders for Climate Action e.V.“, einer Klimaschutz-Initiative und non-profit Organisation, die Gründerinnen und Gründer zu nachhaltigem Handeln bewegt und Unterstützer der neuen Spendenplattform BCause. Außerdem ist er Beiratsmitglied des von Björn Ulvaeus (ABBA) mitgegründeten Pop House Sweden, eines Unternehmens, das sich unter anderem mit der globalen Auswertung der Marke ABBA beschäftigt.